# Ptení
Ptení je obec v okrese Prostějov v Olomouckém kraji. Žije zde přibližně 1 100 obyvatel.

## Název
Jméno vesnice je pokračováním praslovanského pьtъnьje, což bylo hromadné podstatné jméno (zhruba „ptákoví“, slovo stejného typu jako listí nebo větvoví) od pьta – „pták“. Vesnice byla pojmenována podle hojného výskytu ptáků. Mylnou opravou domněle nářečního -e- vznikl i tvar Ptyní, zapisovaný též Ptiní či Ptin užívaný od 16. do 19. století. Od konce 18. století vedle sebe existovaly dvě vesnice shodného jména rozlišované přívlastky Staré a Nové.

## Historie
Nejstarší osídlení oblasti se datuje až do pravěku, jak dokazují archeologické nálezy z doby kamenné. Významné postavení mělo toto místo v době laténské (zde v 3.–1. století př. n. l.). Z tohoto období je doloženo osídlení nejméně na sedmi místech katastru a předpokládá se jeho úzká vazba na keltské oppidum na Starém Hradisku.
Nejstarší dochovaná písemná zmínka o obci (soupis majetku) pochází již z roku 1141 (v podobě Napteni). Z roku 1378 je ve vsi doložena tvrz. Na jejím místě dnes stojí renesanční zámek, který nechal postavit Hynek Šárovec ze Šarov. Rod rytířů ze Šarov vlastnil Ptení s okolím více než 120 let. Za účast na Stavovském povstání o zámek Hynek Šárovec přišel a odstěhoval se ze země. Zámek měnil majitele a býval i majetkem hrabat Saint-Genois, poté Lichtenštejnů. V polovině 14. století byla ves rozdělena mezi několik majitelů. V 15. století jej vlastnil rytíř Jan ze Ptení (roku 1399 vlastnil Mouřínov) a poté jeho syn Jan.

## Obyvatelstvo

### Struktura
Vývoj počtu obyvatel za celou obec i za jeho jednotlivé části uvádí tabulka níže, ve které se zobrazuje i příslušnost jednotlivých částí k obci či následné odtržení.
| Místní části   | Místní části | 1869  | 1880  | 1890  | 1900  | 1910  | 1921  | 1930  | 1950  | 1961  | 1970  | 1980  | 1991  | 2001  | 2011  | 2021  |
| -------------- | ------------ | ----- | ----- | ----- | ----- | ----- | ----- | ----- | ----- | ----- | ----- | ----- | ----- | ----- | ----- | ----- |
| Počet obyvatel | část Ptení   | 1 157 | 1 268 | 1 321 | 1 329 | 1 345 | 1 277 | 1 327 | 1 247 | 1 307 | 1 213 | 1 179 | 1 124 | 1 114 | 1 053 | 1 046 |
| Počet domů     | část Ptení   | 185   | 230   | 237   | 243   | 254   | 262   | 297   | 429   | 325   | 333   | 306   | 376   | 380   | 379   | 406   |

## Obecní správa

### Části obce
- Ptení
- Holubice
- Ptenský Dvorek

Součástí obce je také malá osada Pohodlí, která leží asi 2,5 kilometru západně od Ptení.

### Obecní symboly
Znak a vlajka byly obci uděleny rozhodnutím předsedy Poslanecké sněmovny Parlamentu České republiky dne 5. dubna 2001.

## Pamětihodnosti
- Zámek Ptení
- Kostel svatého Martina
- Výklenková kaplička, poklona svatého Jana Nepomuckého
- Sochy svatého Isidora
- Socha svatého Josefa

## Fotogalerie

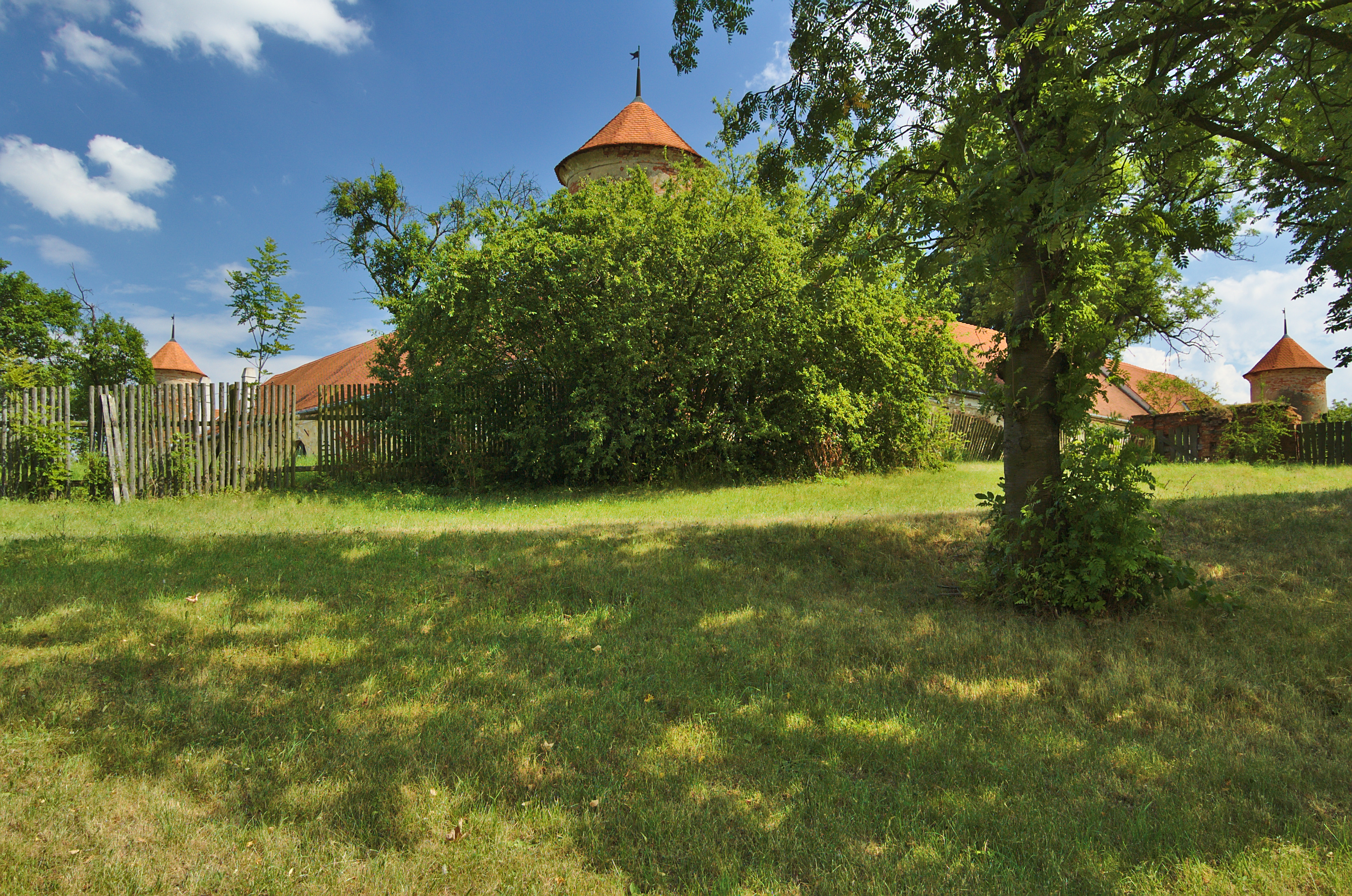
Zámek
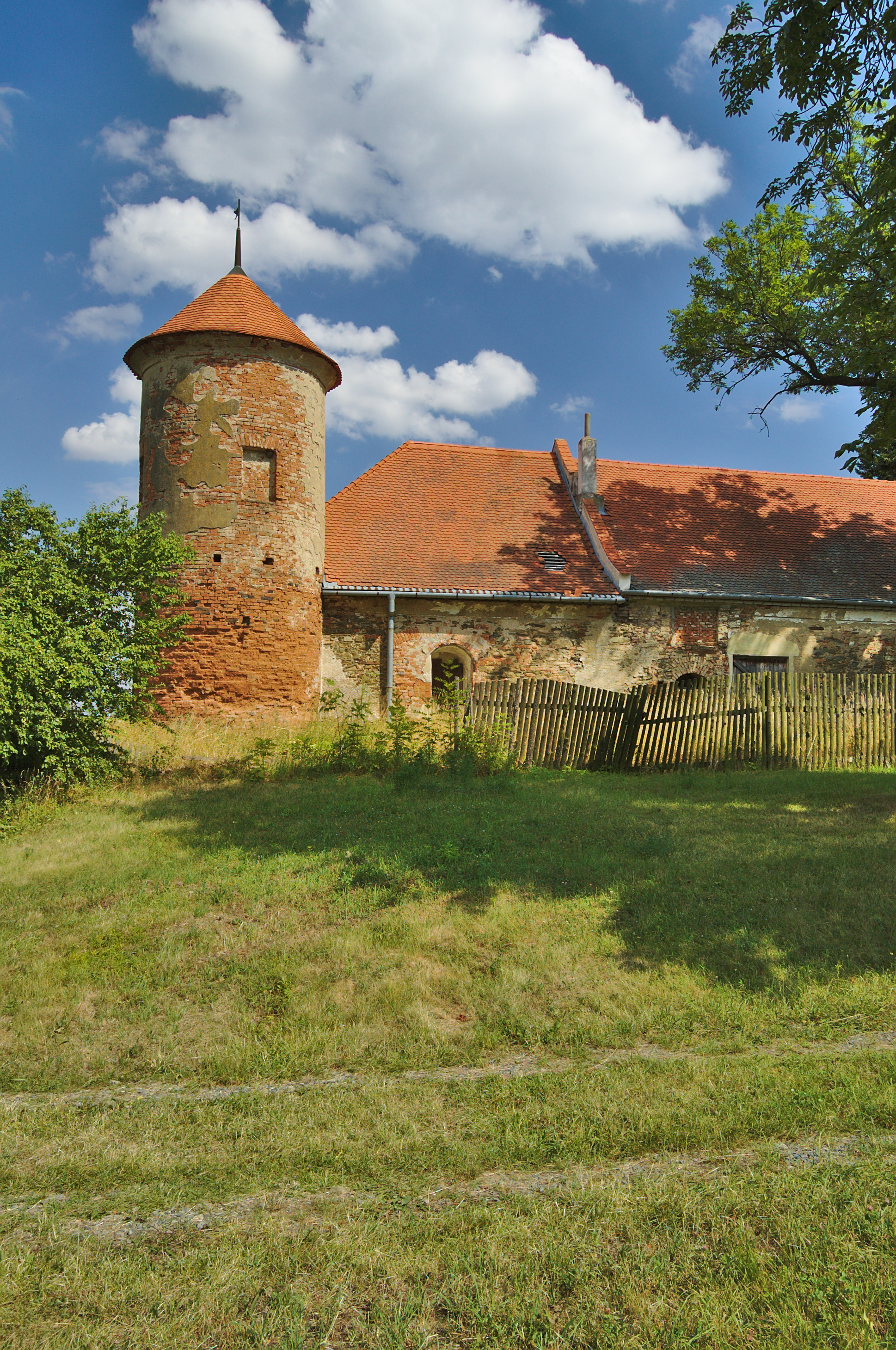
Zámek
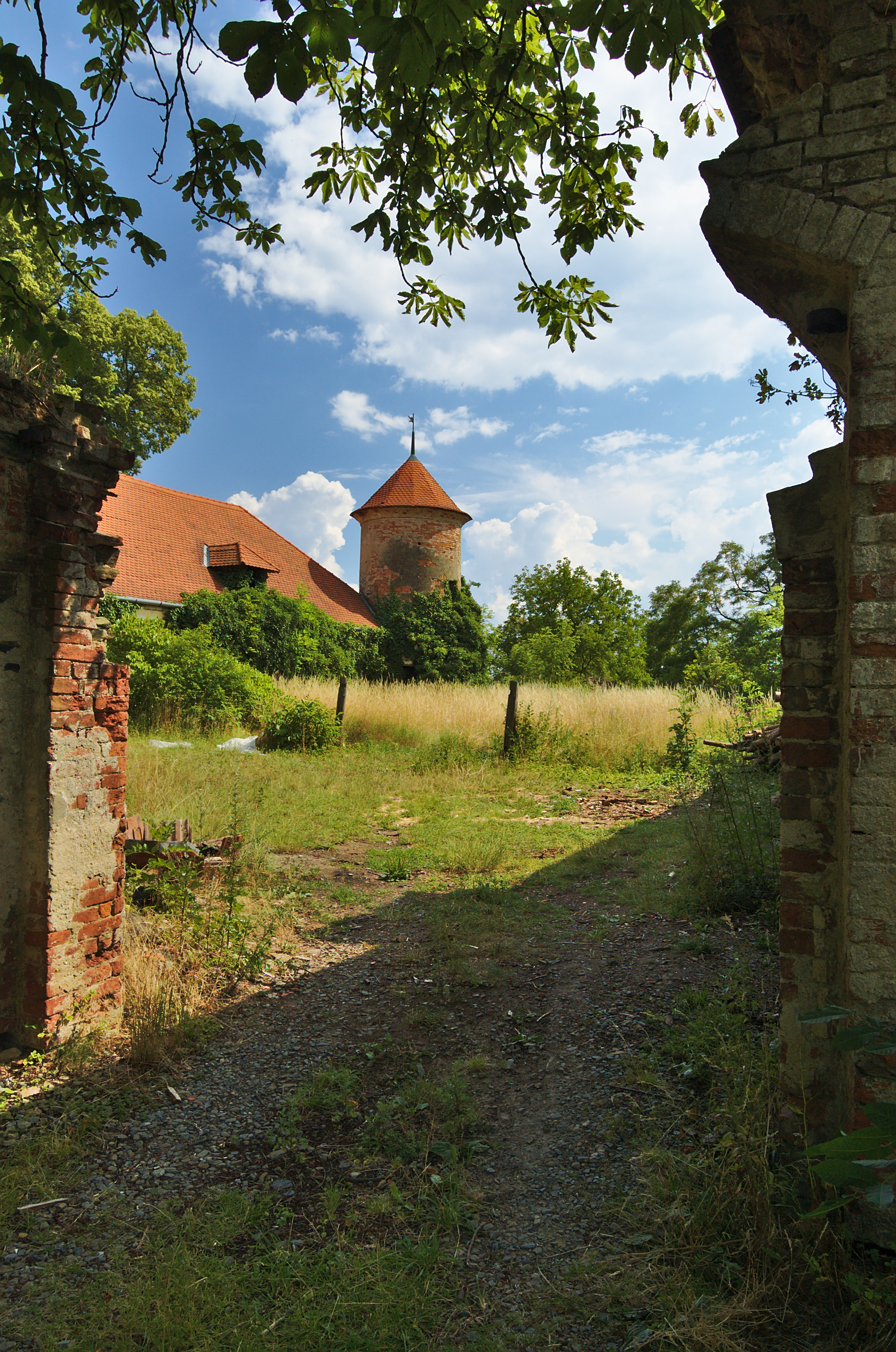
Zámek
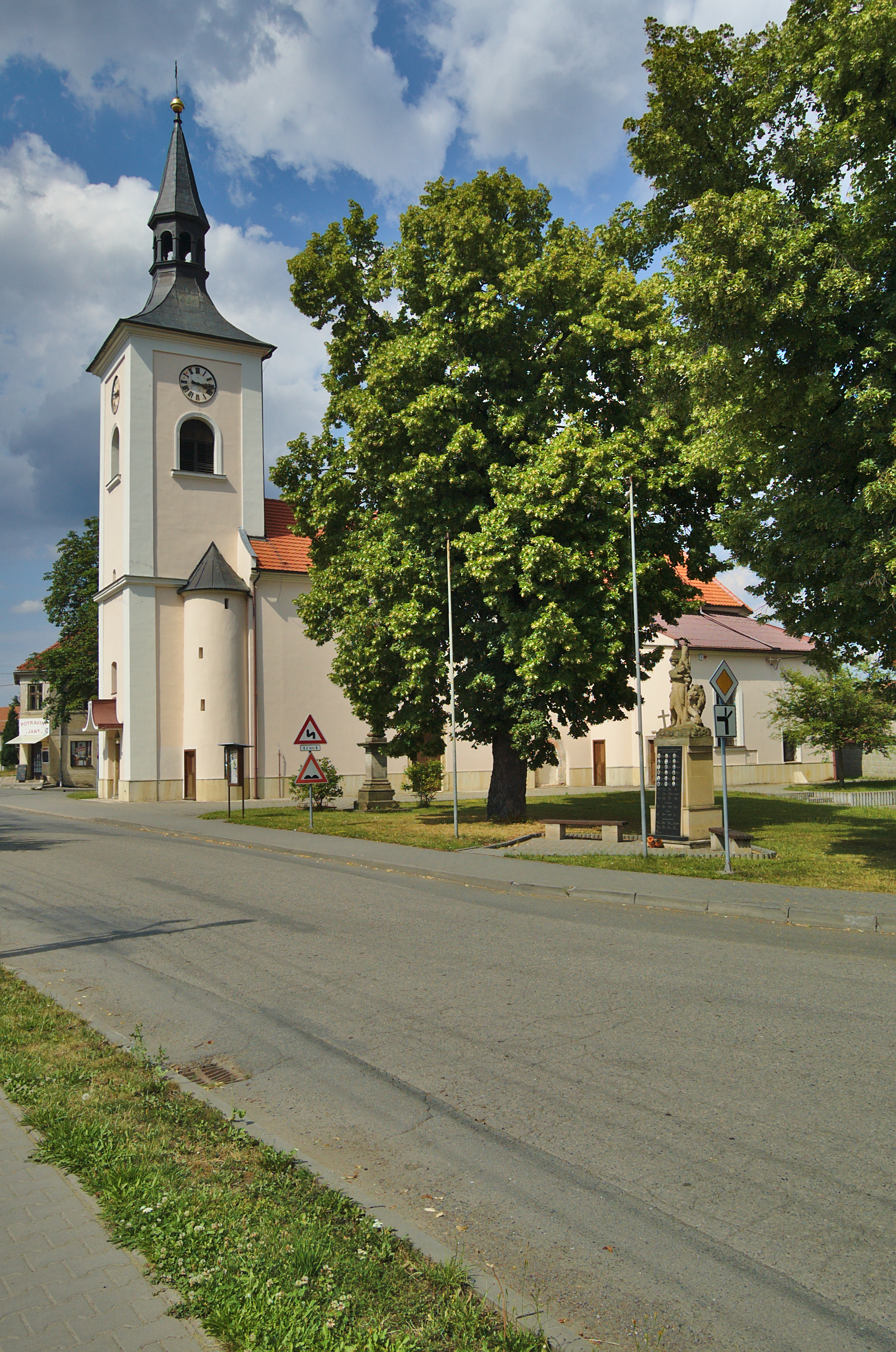
Kostel svatého Martina
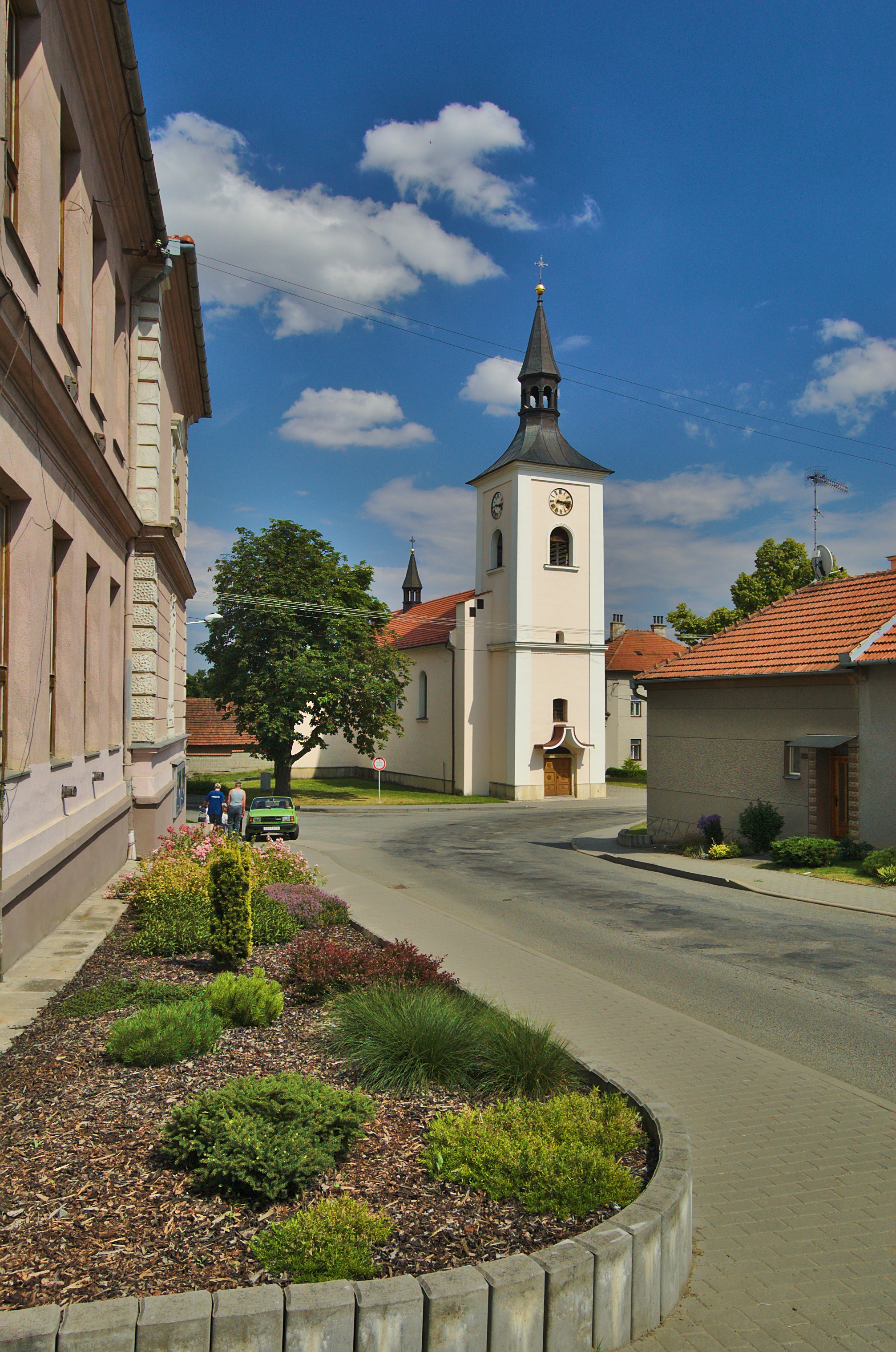
Kostel svatého Martina
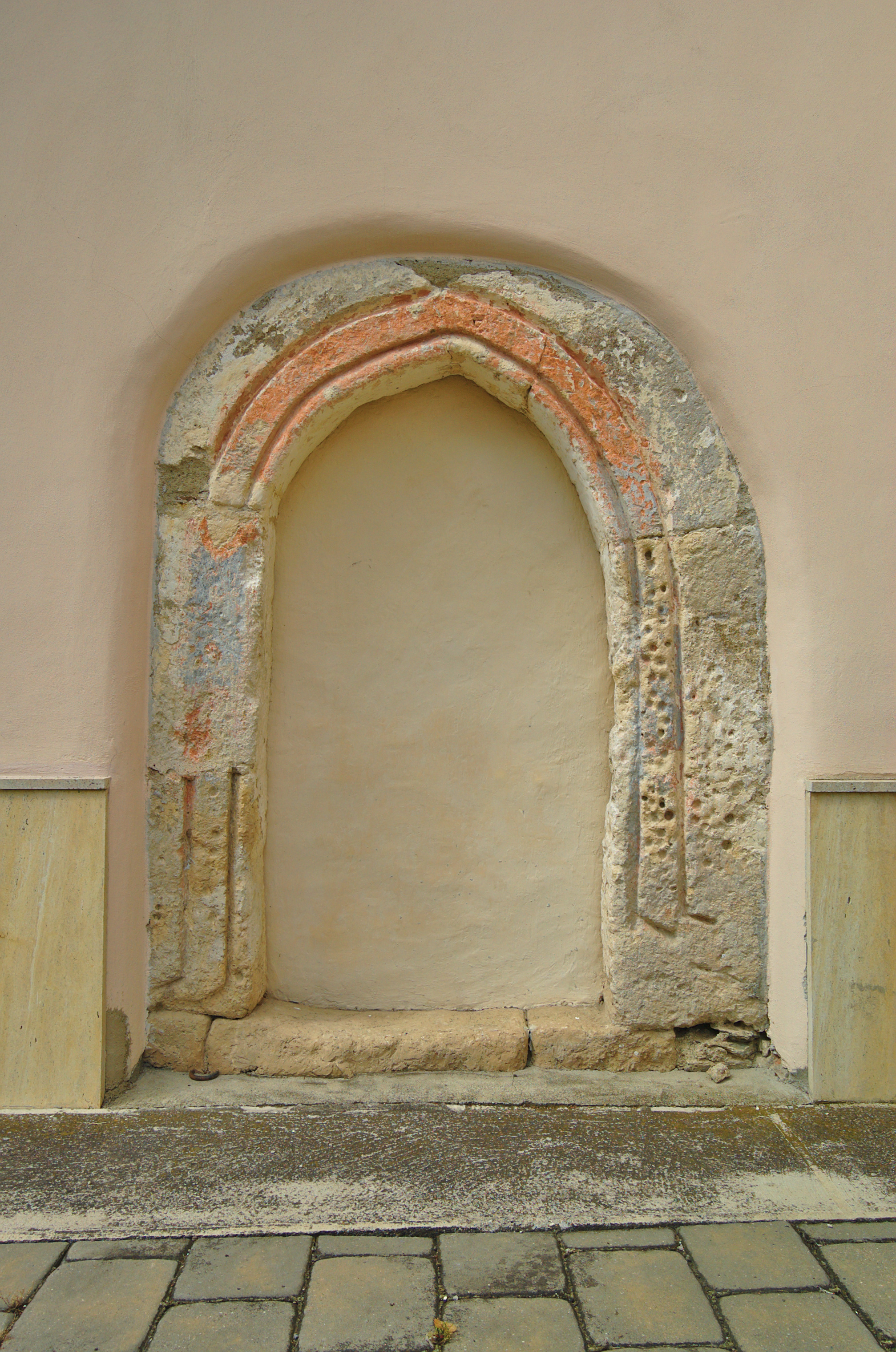
Původní gotický vchod do kostela svatého Martina
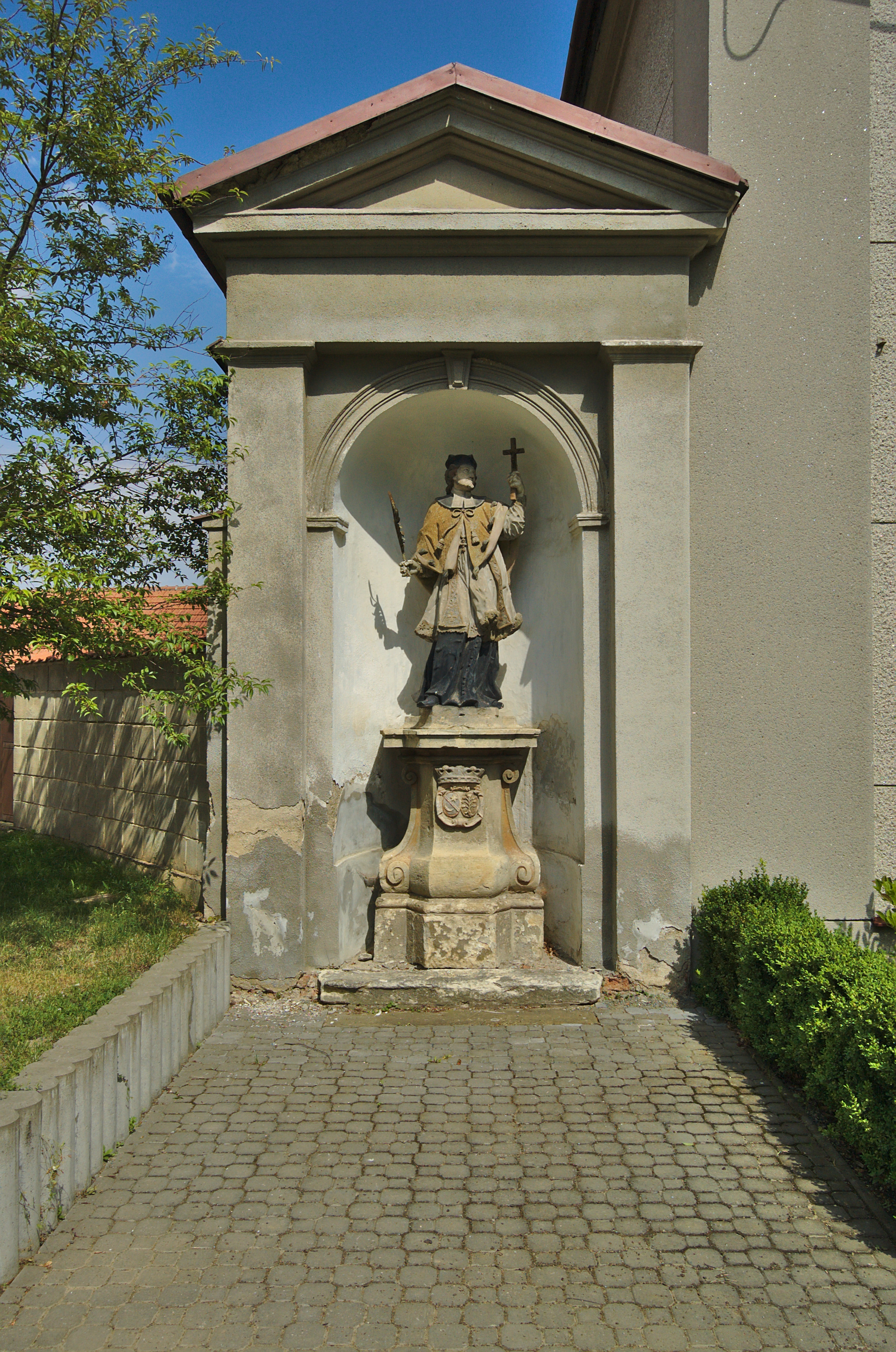
Výklenková kaplička se sochou svatého Jana Nepomuckého u fary
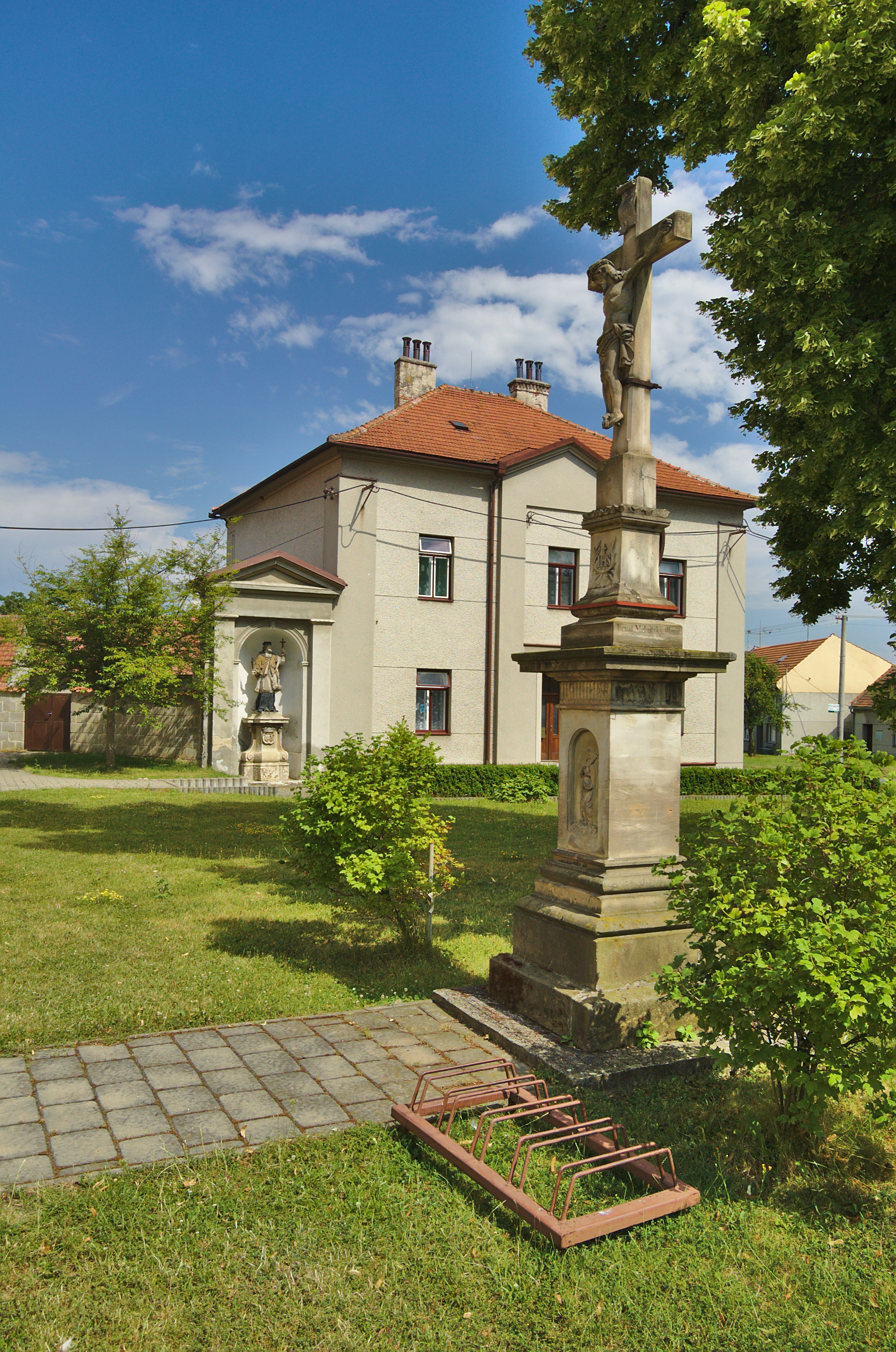
Kříž před kostelem, v pozadí fara
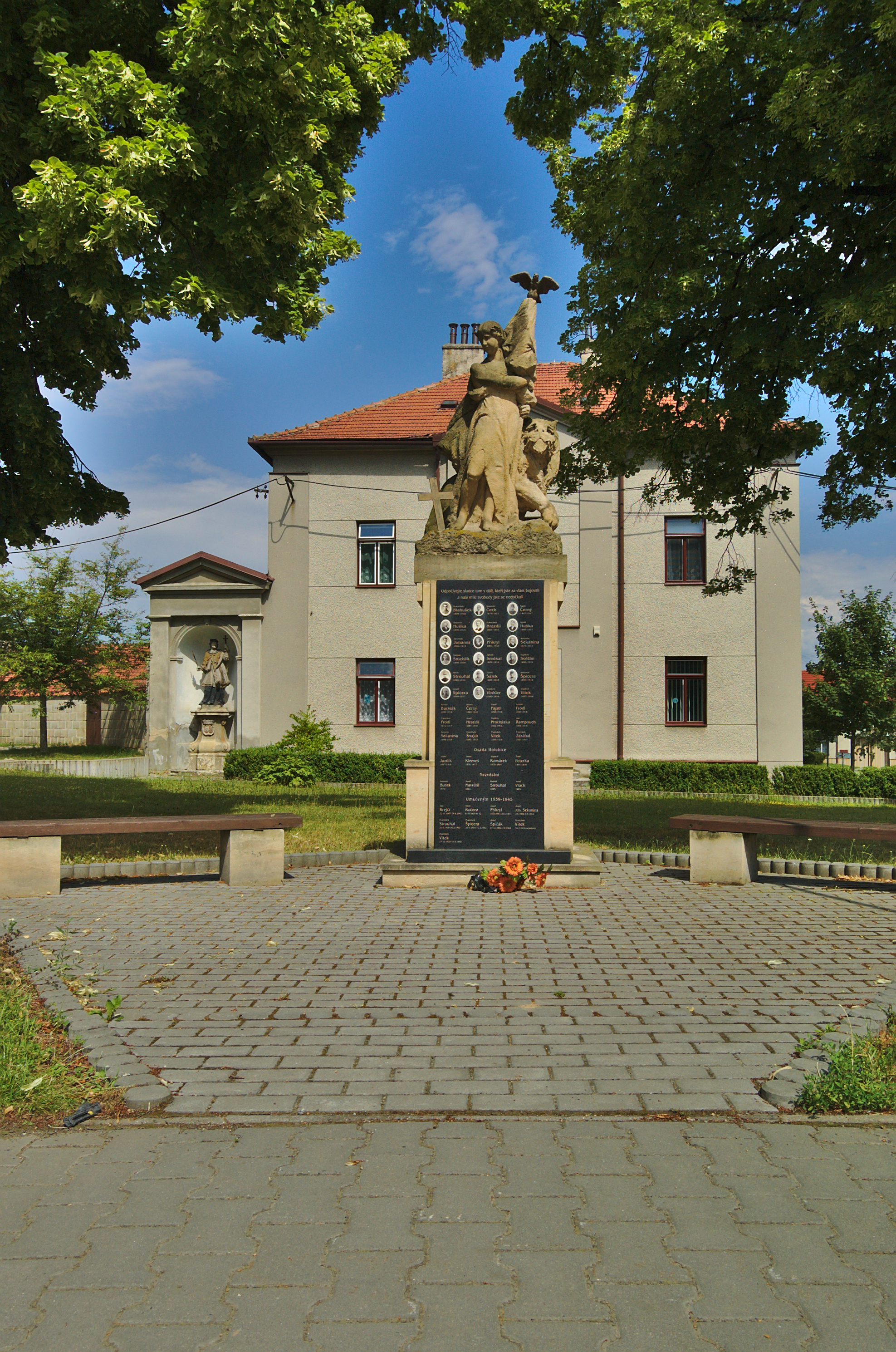
Pomník padlým ve světových válkách, v pozadí fara
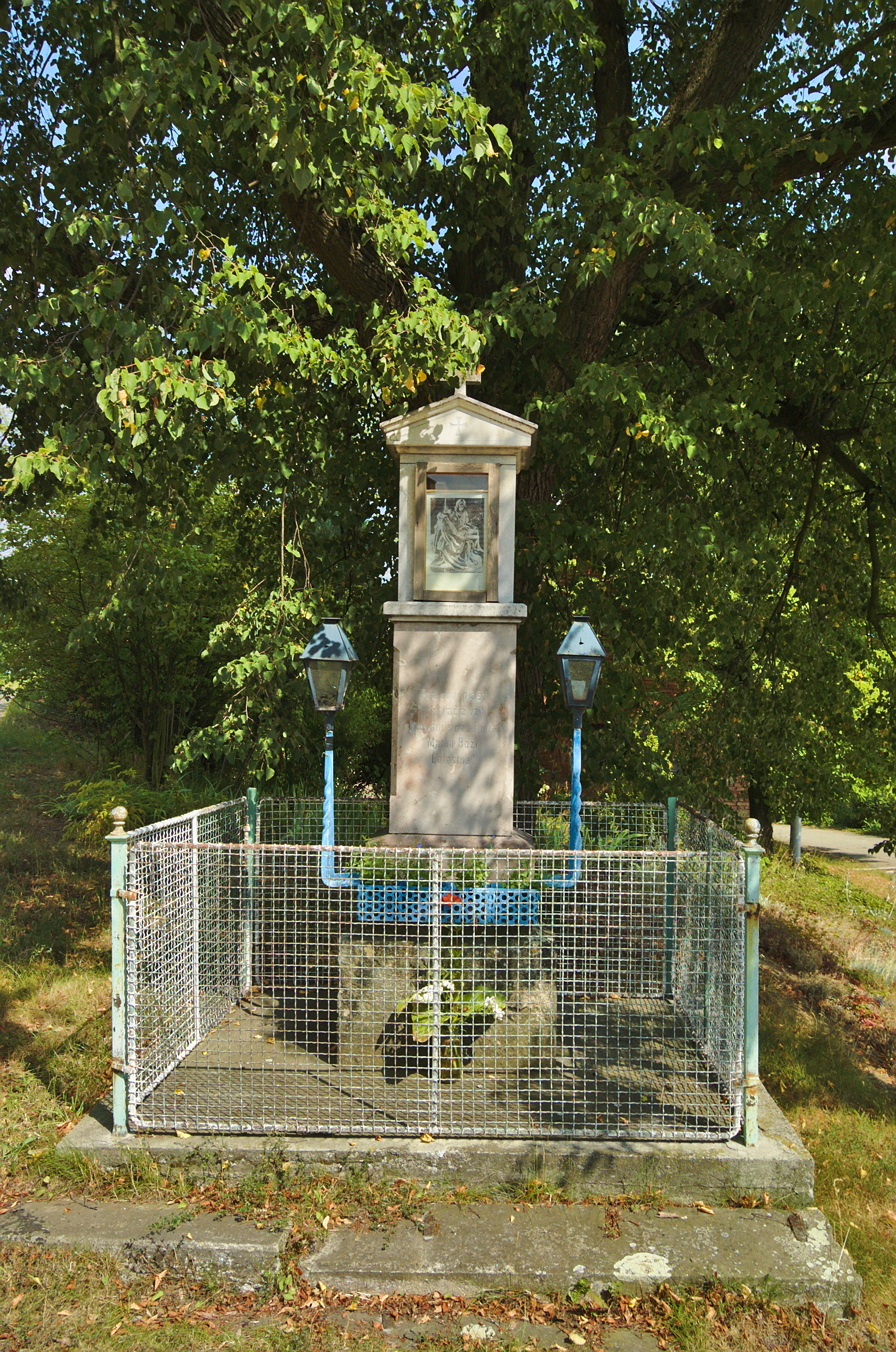
Boží muka jižně od zámku
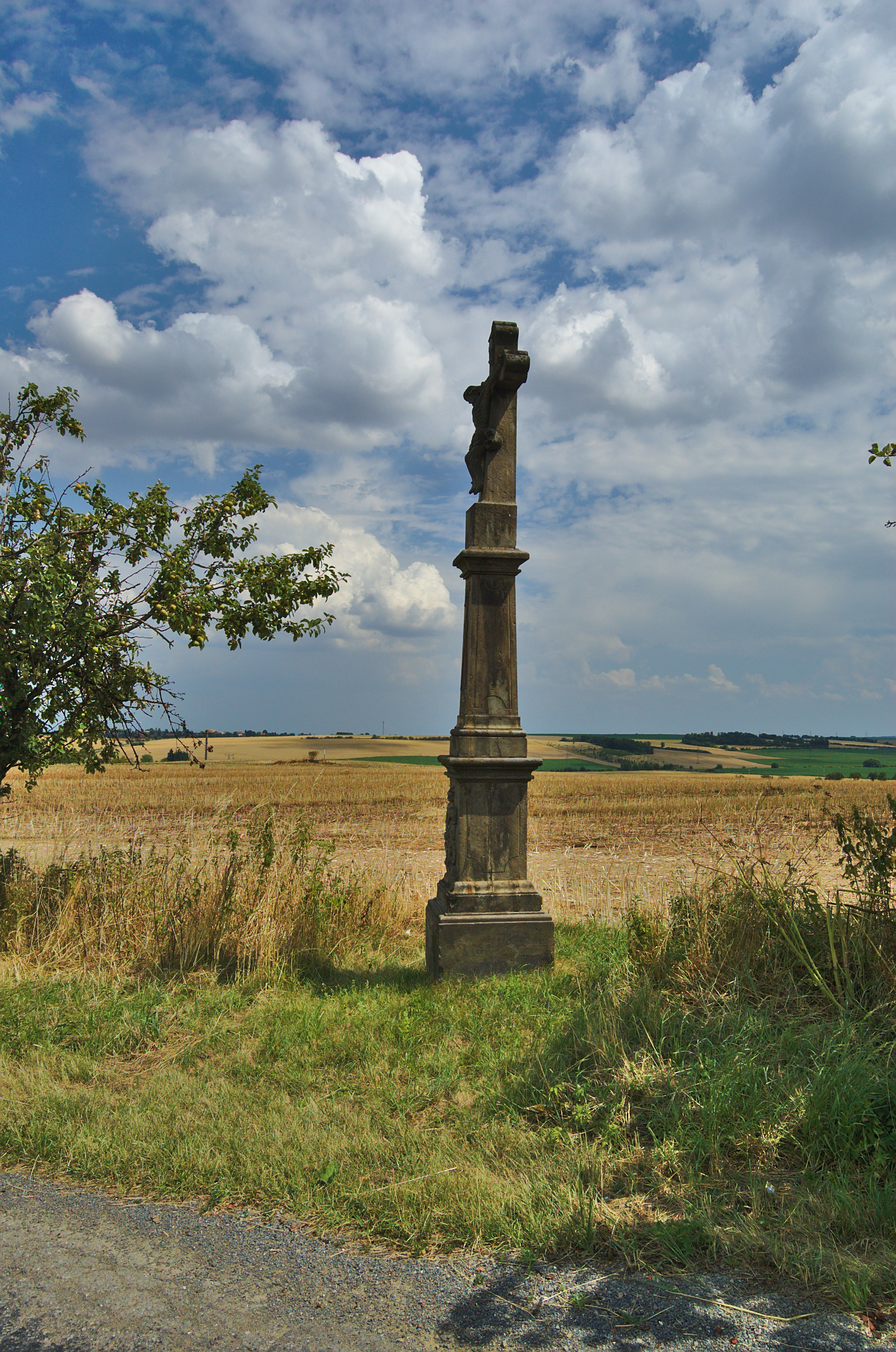
Kříž mezi Holubice a Ptením